# Прето-Сент-Сюзанн
Прето́-Сент-Сюза́нн (фр. Prétot-Sainte-Suzanne) — колишній муніципалітет у Франції, у регіоні Нормандія, департамент Манш. Населення — 306 осіб (2011).
Муніципалітет був розташований на відстані близько 290 км на захід від Парижа, 80 км на захід від Кана, 35 км на північний захід від Сен-Ло.

## Історія
До 2015 року муніципалітет перебував у складі регіону Нижня Нормандія. Від 1 січня 2016 року належав до нового об'єднаного регіону Нормандія.
1 січня 2016 року Прето-Сент-Сюзанн, Куаньї, Літер i Сен-Жор було об'єднано в новий муніципалітет Монсенель.

## Демографія
Динаміка населення (INSEE ):
Розподіл населення за віком та статтю (2006):
| Стать | Всього | До 15 років | 15-24 | 25-44 | 45-64 | 65-85 | Понад 85 |
| --- | ------ | ----------- | ----- | ----- | ----- | ----- | -------- |
| Чоловіки | 148    | 12          | 20    | 24    | 52    | 40    | 0        |
| Жінки | 200    | 36          | 20    | 36    | 28    | 64    | 16       |
| \| Статево-вікова піраміда \| Статево-вікова піраміда \| Статево-вікова піраміда \| \| ----------------------- \| ----------------------- \| ----------------------- \| \| Чоловіки \| Вік \| Жінки \| \| 0 \| 85 + \| 16 \| \| 4 \| 80-84 \| 16 \| \| 16 \| 75-79 \| 20 \| \| 12 \| 70-74 \| 20 \| \| 8 \| 65-69 \| 8 \| \| 4 \| 60-64 \| 4 \| \| 12 \| 55-59 \| 8 \| \| 24 \| 50-54 \| 4 \| \| 12 \| 45-49 \| 12 \| \| 12 \| 40-44 \| 20 \| \| 4 \| 35-39 \| 4 \| \| 8 \| 30-34 \| 8 \| \| 0 \| 25-29 \| 4 \| \| 4 \| 20-24 \| 8 \| \| 16 \| 15-20 \| 12 \| \| 0 \| 10-14 \| 16 \| \| 8 \| 5-9 \| 16 \| \| 4 \| 0-4 \| 4 \| |        |             |       |       |       |       |          |
| Статево-вікова піраміда |        |             |       |       |       |       |          |
| Чоловіки | Вік    | Жінки       |       |       |       |       |          |
| 0 | 85 +   | 16          |       |       |       |       |          |
| 4 | 80-84  | 16          |       |       |       |       |          |
| 16 | 75-79  | 20          |       |       |       |       |          |
| 12 | 70-74  | 20          |       |       |       |       |          |
| 8 | 65-69  | 8           |       |       |       |       |          |
| 4 | 60-64  | 4           |       |       |       |       |          |
| 12 | 55-59  | 8           |       |       |       |       |          |
| 24 | 50-54  | 4           |       |       |       |       |          |
| 12 | 45-49  | 12          |       |       |       |       |          |
| 12 | 40-44  | 20          |       |       |       |       |          |
| 4 | 35-39  | 4           |       |       |       |       |          |
| 8 | 30-34  | 8           |       |       |       |       |          |
| 0 | 25-29  | 4           |       |       |       |       |          |
| 4 | 20-24  | 8           |       |       |       |       |          |
| 16 | 15-20  | 12          |       |       |       |       |          |
| 0 | 10-14  | 16          |       |       |       |       |          |
| 8 | 5-9    | 16          |       |       |       |       |          |
| 4 | 0-4    | 4           |       |       |       |       |          |

## Економіка
2010 року серед 166 осіб працездатного віку (15—64 років) 125 були активними, 41 — неактивною (показник активності 75,3%, у 1999 році було 63,4%). З 125 активних мешканців працювало 115 осіб (66 чоловіків та 49 жінок), безробітними було 10 (2 чоловіки та 8 жінок). Серед 41 неактивної 9 осіб було учнями чи студентами, 20 — пенсіонерами, 12 були неактивними з інших причин.

У 2010 році в муніципалітеті числилось 108 оподаткованих домогосподарств, у яких проживали 252,0 особи, медіана доходів виносила 16 422 євро на одного особоспоживача